# 콜리플라워 이어

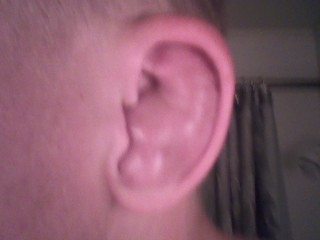
콜리플라워 이어

콜리플라워 이어(영어: Cauliflower ear)는 귓바퀴에 극심한 타격을 입어 모양이 콜리플라워의 모습과 같이 변형된 귀를 뜻한다. 주로 권투 선수, 레슬링 선수 등 격투 스포츠의 선수들에게서 많이 보인다.
한국에서는 '만두귀'로 부르기도 한다.